# Wednesday Morning, 3 A.M.
Wednesday Morning, 3 A.M. es el primer álbum de Simon y Garfunkel, publicado el 19 de octubre de 1964 en Estados Unidos, pero no se publicó en Europa hasta 1968. La compañía discográfica es Columbia, el productor Tom Wilson, y el ingeniero de sonido Roy Halee. Llegó a la posición #30 de las listas de pop de la revista americana Billboard. El disco se compone mayoritariamente de canciones compuestas por Paul Simon, pero también contiene versiones de otros artistas. La canción más significativa de todo el álbum es la versión acústica de The Sound of Silence, el tema que catapultó a Simon y Garfunkel hacia la fama.
Wednesday Morning, 3 A.M. es un álbum de estilo folk, muy influenciado por artistas de la época, como Bob Dylan, Peter, Paul and Mary, o The Kingston Trio. Está compuesto por preciosas armonías, guitarra acústica, y soberbias letras, dando buen ejemplo del talento poético de Paul Simon.
Sin embargo, las ventas del disco no fueron las esperadas, el dúo se separó y, un desilusionado Paul Simon volvió a Londres. Al año siguiente, el sonido folk-rock se puso de moda, y artistas como Bob Dylan o bandas como The Byrds alcanzaron el éxito. Entonces, el productor Tom Wilson, decidió añadir guitarra eléctrica, bajo, y batería a la versión acústica de The Sound of Silence, esta versión llegó a ser número uno en Estados Unidos. El dúo entonces decidió volver a reunirse y seguir adelante.

## Lista de canciones
1. «You Can Tell the World» (Bob Camp/Bob Gibson) (2:45)
2. «Last Night I Had The Strangest Dream» (Ed McCurdy) (2:12)
3. «Bleecker Street» (Simon) (2:46)
4. «Sparrow» (Simon) (2:50)
5. «Benedictus» (Tradicional) (2:41)
6. «The Sounds of Silence» (Simon) (3:07)
7. «He Was My Brother» (Simon) (2:50)
8. «Peggy-O» (Tradicional) (2:25)
9. «Go Tell It On The Mountain» (Traditional) (2:07)
10. «The Sun Is Burning» (I. Campbell) (2:49)
11. «The Times They Are A-Changin» (Bob Dylan) (2:54)
12. «Wednesday Morning, 3 A.M.» (Simon) (2:14)

## Intérpretes
- Paul Simon: voz principal conjunta y guitarra acústica
- Art Garfunkel: voz principal conjunta
- Barry Kornfeld: guitarra eléctrica
- Bill Lee: bajo

- Datos: Q769180